# Carl Johan P. Köbel
Carl Johan P. Köbel, född 7 september 1806 i Aken vid Elbe, var en klarinettist vid Kungliga hovkapellet.

## Biografi
Carl Johan P. Köbel föddes 7 september 1806 i Aken vid Elbe. Han anställdes 1 januari 1834 som klarinettist vid Kungliga hovkapellet i Stockholm. Köbel gifte sig 7 oktober 1847 med Anna Margareta Thunman.